# Jevgenyij Romanovics Usztyugov
Jevgenyij Romanovics Usztyugov (oroszul: Евгений Романович Устюгов; Krasznojarszk, 1985. június 4. –) orosz sílövő.
A világkupában 2009-ben mutatkozott be. A 2008/2009-es sorozatot összetettben a harmincharmadik helyen zárta.
Ugyancsak 2009-ben, Phjongcshangban vehetett először részt világbajnokságon, ahol a legjobb eredménye egy hatodik hely volt, az orosz váltóval.
Olimpián 2010-ben, Vancouverben állhatott rajthoz, és egy negyedik helyezést szerzett hazájának egyéniben.
2020 februárjában a Nemzetközi Sílövőszövetség közölte, hogy 2013-ban és 2014-ben elkövetett doppingvétsége (oxandrolon) miatt kétéves eltiltással büntette, valamint törölte az ebben az időszakban elért eredményeit. Így a Szocsiban váltóban szerzett olimpiai győzelmét is. Utóbbi a NOB megerősítése után válik hivatalossá.

## Eredményei

### Olimpia
| Év   | Világbajnokság | Versenyszám | Versenyszám | Versenyszám   | Versenyszám | Versenyszám | Versenyszám |
| Év   | Világbajnokság | Egyéni      | Sprint      | Üldözőverseny | Tömegrajtos | Váltó       |             |
| ---- | -------------- | ----------- | ----------- | ------------- | ----------- | ----------- | ----------- |
| 2010 | Vancouver      | 4           | 15          | 15            | 1           | 3           |             |

### Világbajnokság
| Év   | Világbajnokság | Versenyszám | Versenyszám | Versenyszám   | Versenyszám | Versenyszám | Versenyszám  |
| Év   | Világbajnokság | Egyéni      | Sprint      | Üldözőverseny | Tömegrajtos | Váltó       | Vegyes váltó |
| ---- | -------------- | ----------- | ----------- | ------------- | ----------- | ----------- | ------------ |
| 2009 | Phjongcshang   | 55          | 47          | 20            | ----        | 6           | ----         |

### Világkupa
| Helyezés | 33 | 4 |

| 2009/10    | Pokljuka Üldözőverseny Oberhof Sprint Ruhpolding Váltó Vancouver Tömegrajtos (O)                      | Hochfilzen Váltó Ruhpolding Tömegrajtos                                                               | Hochfilzen Sprint Vancouver Váltó (O)                                                                 |
| 2010/11    | | Hanti-Manszijszk Váltó (VB) Hanti-Manszijszk Tömegrajtos (VB) Oslo Holmenkollen Tömegrajtos           | |
| 2011/12    | | Hochfilzen Váltó Oberhof Váltó                                                                        | Oberhof Sprint                                                                                        |
| Összesítés | Egyéni: 0 Sprint: 1 Üldözőverseny: 1 Tömegrajtos: 1 Váltó: 1 Vegyes váltó: 0 ------------ Összesen: 4 | Egyéni: 0 Sprint: 0 Üldözőverseny: 0 Tömegrajtos: 3 Váltó: 4 Vegyes váltó: 0 ------------ Összesen: 7 | Egyéni: 0 Sprint: 2 Üldözőverseny: 0 Tömegrajtos: 0 Váltó: 1 Vegyes váltó: 0 ------------ Összesen: 3 |

- O - Olimpia és egyben világkupa forduló is.
- VB - Világbajnokság és egyben világkupa forduló is.